# Spartamet
De Spartamet was vanaf 1985 tot 1999 een door Sparta geproduceerde fiets met benzinehulpmotor, die in de categorie snorfietsen valt. In 2013 herintroduceerde Sparta deze fiets met ION-technologie (Sparta Ion) en in 2015 werd de productie van de Spartamet gestaakt.

## Geschiedenis
In 1982 stopte Sparta definitief met de productie van bromfietsen. In 1985 lanceerde het bedrijf een tweetakt gemotoriseerde snorfiets: de Spartamet. De Spartamet was tot stand gekomen door de samenwerking tussen de fietsfabrikant Sparta en de motorfabrikant Sachs. De Spartamet werd een belangrijk en goedlopend omzetbestanddeel voor Sparta. Rond 1990 lag de totale jaarproductie op 20.000 Spartamets.
Echter in 1999 ontstond er voor Sparta een probleem met de toelevering door Sachs van de motorblokjes voor de Spartamet doordat Sachs net was overgenomen door Winning Wheels, waaronder tevens de concurrent Union-fietsenfabriek viel. De levering van de motorblokjes werd stopgezet, maar Winning Wheels beloofde de productie uit te besteden aan een Italiaans bedrijf, en de levering snel te zullen hervatten.
De beloofde hervatting van de levering van motorblokjes liet op zich wachten. Sparta wist nog de hand te leggen op een partij aan China geleverde motorblokjes en liet deze ombouwen. Sachs beschouwde dit als inbreuk op het merken- en octrooirecht en spande een rechtszaak aan. Op 7 september 1999 oordeelde de Zutphense rechtbank in het nadeel van Sparta, waarna Sparta stopte met de productie van de Spartamet.

## Specificaties
|                             | Omschrijving |
| --------------------------- | --- |
| Versies                     | |
| Spartamet                   | originele Spartamet, de eerste uitvoering vanaf 1985 geproduceerd tot en met 1999. |
| Tandem-met                  | tandem uitvoering voor twee personen. geen sterkere motor of grotere cilinderinhoud |
| Spartamet Rabbit            | uitvoering met kleiner voorwiel en ander frame |
| Saxonette Luxus             | laatste uitvoering door Sachs onder de naam Saxonette geproduceerd van 2001 tot 2010. |
| Saxonette Classic           | Stevigere versie en voorloper van de Luxus met dikkere wielen. |
| Hercules                    | Kwam als eerste op de markt en kan beschouwd worden als de Duitse versie van de originele Spartamet. verende zadel of zadelpen en verende voorvork uitgevoerd met een cilinder met losse cilinderkop enige uitvoering met elektrische start en katalysator in de uitlaat |
| Motor                       | |
| Cilinder                    | eencilinder tweetaktmotor met 30cc cilinderinhoud |
| Benzinesoort                | benzinemengsmering 1:100, volsynthetische tweetakt olie |
| Brandstofverbruik           | 1 liter op 70 kilometer, afhankelijk van belasting en evt. (tegen)wind |
| Motorstart                  | in twee versies: handstart en elektrische start |
| Koeling                     | rijwindgekoeld |
| Rijwiel                     | |
| Achterwiel                  | wielmaat 26 inch (Werd vervaardigd door middel van het gieten van aluminium.) |
| Maximaal belastbaar gewicht | 120 kg |
| Type rem                    | trommelrem voor en achter |
| Overig                      | |
| RDW- categorie              | snorfiets |
| Helmplicht                  | wel (vanaf 1 januari 2023) |
| Verzekering                 | 25 km/h blauw kenteken + W.A. verzekering verplicht |
| Rijbewijs                   | rijbewijs AM verplicht |

## Trivia

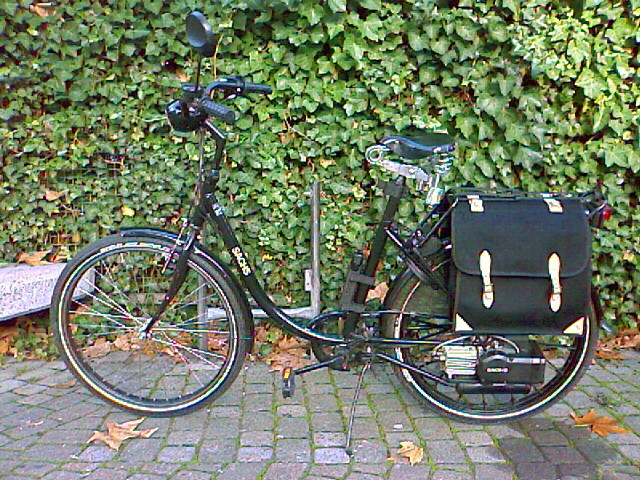
Saxonette

- In Duitsland werden fietsen met het motorblokje uitgebracht onder de noemer Saxonette door Hercules/Sachs.
- Bij de Spartamet kan men ook bij ingeschakelde motor meetrappen, bij niet ingeschakelde motor kan gewoon worden gefietst.
- De Spartamet wordt door fanatici ook wel "Met" en/of "Metje" genoemd.[bron?]
- Het voordeel van de Spartamet is dat er veel gewone fietsonderdelen voor te gebruiken zijn. Fietslampjes, fietstassen, dynamo, zadel, handvatten, trappers en andere onderdelen zijn geheel identiek aan gewone fietsonderdelen. Het plakken of het vervangen van een voor- of achterband gebeurt op dezelfde manier als bij een normale fiets.
- Nadeel van de Spartamet is dat de carburateur vocht- en vuilgevoelig is. Dit kan voor problemen zorgen als de Spartamet een aantal dagen buiten heeft gestaan. Ook is de "Met" eigenlijk niet geschikt voor twee personen, met uitzondering van de tandemversie.